# Парило волосисте
Парило волосисте (Agrimonia pilosa) — багаторічна трав'яниста рослина роду парило (Agrimonia) родини трояндових (Rosaceae).

## Опис
Трав'яниста рослина заввишки від 30 до 120 см. Кореневище коротке, зазвичай бульбоподібне, з багатьма бічними коренями. Стебла рідко волосисті та опушені або густо волосисті в нижній частині. Прилистки зелені, серпоподібні, рідше яйцеподібні або яйцеподібно-ланцетні, край гостропильчастий або лопатевий, рідко цілокраї, верхівка гостра або загострена. Черешок рідко волосистий або опушений. Листкова пластинка перервана, непарнопериста з 2—3 або 4 парами листочків, на верхньому листку їх кількість обмежена трьома. Листочки сидячі або коротко черешкові, оберненояйцеподібні, оберненояйцеподібно-еліптичні або оберненояйцеподібно-ланцетні, розміром від 1,5 до 5 см завдовжки та від 1 до 2,5 см завширшки, знизу волосисті, рідко голі, основа клиновидна або широколанцюгова, край гостропильчастий або тупопильчастий, верхівка закруглена до гострої. Суцвіття колосоподібно-гроноподібне, розгалужене або не розгалужене, хвостик волосистий. Квіти 6–9 мм у діаметрі, квітконіжка 1–5 мм, волосиста, приквітник зазвичай 3-роздільний з лінійними сегментами. Чашолистків 5, трикутно-яйцеподібні. Пелюстки жовті, довгасті. Тичинок від 8 до 15. Тичинки ниткоподібні, рильце головчасте. Плодовий гіпантій оберненояйцеподібно-конічний, від 7 до 8 мм завдовжки та від 3 до 4 мм завширшки, знизу 10-реберний, волосистий, з багаторядною короною з колючок. Цвіте й плодоносить з травня по грудень.

## Поширення та середовище існування
Вид є ендемічним для Росії (крім Камчатки та узбережжя Японського моря), Японії, Корейського півострова, Індії, Пакистану, Бутану, Непалу, М'янми, Таїланду, Лаосу, В'єтнаму, Тайваню, остова Ява, Китаю (крім провінції Цінхай), Білорусі, Грузії, Вірменії, Азербайджану, України (крім півострова Крим), Молдови, Румунії, Естонії, Латвії, Литви, Польщі, Сербії, Чорногорії, Боснії і Герцеґовини, Словенії, Хорватії та Фінляндії. Зростає у лісах, заростях, на узліссях, узбіччях доріг, луках, берегах струмків, на висоті від 100 до 3800 метрів над рівнем моря.

## Охорона
Стан більшості природних популяцій виду в межах ареалу залишається більш-менш стабільним. Саме тому він, згідно Червоного списку МСОП, отримав охоронний статус «відносно благополучний вид». Але в окремих регіонах спостерігається тенденція до зниження чисельності популяції виду, що потребує запровадження охоронних заходів. Тому, парило волосисте занесене до Резолюції 6 Бернської конвенції (охоронна категорія: вид потребує спеціальних заходів збереження його оселищ) та Директиви Європейського Союзу 92/43/ЄС «Про збереження природних оселищ та видів природної фауни і флори» (Додаток II. Види рослин і тварин, що становлять особливий інтерес для Європейського Союзу, збереження яких потребує створення територій особливої охорони).

## Використання
Після приготування, молоде листя можна споживати в їжу. Висушене насіння перемелюють на борошно.
Листя багате на вітамін К і використовується для сприяння згортанню крові та контролю кровотечі. Корінь має в'яжучий, сечогінний та тонізувальний ефект. Його використовують для лікування кашлю, застуди, туберкульозу та діареї. Пасту з кореня використовують для лікування болю в шлунку.
У китайській та корейській медицині траву застосовують як кровоспинний, тонізуючий та зміцнюючий засіб. У китайській медицині, крім того, траву застосовують у вигляді полоскань при афтозному стоматиті та молочниці, а у тибетській — як зовнішній засіб при кон'юнктивіті.
У традиційній китайській медицині вважається, що A. pilosa має протималярійний, протидіарейний, детоксикаційний та відновлювальний ефект. Його часто використовують для лікування пухлин, вагінального трихомоніазу, діареї та дизентерії. Було зафіксовано, що сумісність A. pilosa з листям туї та коренем лотоса може лікувати кровохаркання та кроваву блювоту.
Рослина містить ефірну олію, флавоноїди, кумарини, таніни, фенілпропаноїди, аскорбінову кислоту.